# Barbacenia globata
Barbacenia globata är en enhjärtbladig växtart som beskrevs av Goethart och Johannes Jan Theodoor Henrard. Barbacenia globata ingår i släktet Barbacenia och familjen Velloziaceae. Inga underarter finns listade.